# 483. pehotni polk (Wehrmacht)
Za druge 483. polke glejte 483. polk.
483. pehotni polk (izvirno nemško Infanterie-Regiment 483) je bil eden izmed pehotnih polkov v sestavi redne nemške kopenske vojske med drugo svetovno vojno.

## Zgodovina
Polk je bil ustanovljen 26. avgusta 1939 kot polk 4. vala v WK XII iz nadomestnih bataljonov: 70., 87. in 118. nadomestnega bataljona; polk je bil dodeljen 263. pehotni diviziji. 
29. januarja 1940 je bil II. bataljon izvzet iz sestave in dodeljen 506. pehotnemu polku; 4. oktobra istega leta je podobna usoda doletela tudi III. bataljon, ki je bil dodeljen 436. pehotnemu polku; obe enoti sta bili nadomeščeni.
23. januarja 1942 je bil III. bataljon razpuščen v bojih.
15. oktobra 1942 je bil polk preimenovan v 483. grenadirski polk.